# Jentjärnarna (Vännäs socken, Västerbotten, 708593-168585)
Jentjärnarna är en sjö i Vännäs kommun i Västerbotten och ingår i Umeälvens huvudavrinningsområde.